# オドワラ
オドワラ・インク（Odwalla Inc.）は、アメリカ合衆国の食品会社である。1980年にカリフォルニア州サンタクルズで設立された。現在の本社は、カリフォルニア州ハーフ・ムーン・ベイにあり、コカ・コーラの子会社。会社名のオドワラは、アート・アンサンブル・オブ・シカゴの曲イリストラムにおけるキャラクターから。
1996年にリンゴジュースの汚染で販売が90%減少した。2001年に1億8100万ドルでコカ・コーラに買収された。